# 瑠璃寺 (長野県高森町)
瑠璃寺（るりじ）は、長野県下伊那郡高森町にある天台宗の寺院。山号を大嶋山、院号を医王院と称する。平安時代の天永3年（1112年）比叡山竹林院の観誉僧都が創建と伝わる。本尊は薬師如来である。

## 歴史
平安時代の天永3年（1112年）比叡山竹林院の観誉僧都が東国教化のため、この地に来て、仁王山の間ノ洞の樹間に出現した薬師如来に感動したのが創建の始まりと伝わる。創建当時の寺地は、現在堂所と呼ばれ、現寺地より約2㎞大島川の上流にある。堂所より更に上流には不動明王を勧請し命名した不動滝がある。当時は参詣の信者が跡を絶たなかったと伝わる。
本尊薬師如来像と両脇侍の日光菩薩像・月光菩薩像（がっこうぼさつぞう）は開基以来秘仏として安置され、平安時代後期の作で、昭和9年(1934年）国の重要文化財に指定されている。
観誉僧都の寂後数十年、無住の時があり、元暦元年（1184年）比叡山より宝乗上人が来住し、荒廃した伽藍、谷深く、道険しい場所より村里に近い、現在地で再建復興を計る。
文治2年（1186年）堂塔、伽藍を造営する。鎌倉時代には将軍源頼朝の外護により、寺院の規模は一層強固になる。建久8年（1197年）鎌倉幕府の祈願所に選定され、桜苗を寄進される。戦国時代永禄・元亀の間、叡山東塔正覚院の重盛僧正が、当瑠璃寺の住職を兼帯した。武田氏、上杉氏の祈願所として寺領を安堵された。
天正10年（1582年）織田信長の伊那郡侵入に当たり、兵火により堂塔は焼失したが、時の住職栄運法印は本尊薬師三尊像等を、奥之院堂所（創建時の場所）へ避難させた。慶長6年（1601年）徳川家康配下の伊那郡代官朝日受永より、朱印地25石を寄進される。同11年（1606年）飯田城主小笠原秀政の外護を得て、避難場所に堂塔を建築再建した。その後、寛永元年（1624年）第48世信応法印の時、再度現在地に移転している。
江戸幕府の基礎も確立し、平穏に向かう中で、村里に近い現在地に再移転したと推定される。
御朱印状は3代徳川家光を最初に9通の写しが瑠璃寺に残存する。中部四十九薬師霊場十六番札所。伊那西国三十三所の第三十三番札所。

## 境内
- 本堂薬師堂 - 寛文12年（1672年）飯田の田辺太左衛門尉為長請負、元文4年（1739年）大風の為破損補修。
- 観音堂
- 阿弥陀堂
- 地蔵堂
- 宝蔵庫 - 明治33年（1900年）建立
- 客殿・庫裡 - 安永6年（1777年）再建。54世香応
- 表門 - 安永8年（1779年）建立。54世香応
- 日吉神社 - 観誉僧都が同寺建立後、日吉山王権現を勧請して鎮守の神とした。
- 石仁王像 - 延享3年（1746年）建立
- 六地蔵像 - 安政2年（1855年）建立

## 文化財

### 重要文化財
- 木造薬師如来及び両脇侍像 - 平安時代後期作。昭和9年（1934年）国の重要文化財に指定。中尊の薬師如来坐像は像高90cm、台座高さ約58cm。左脇侍の日光菩薩立像は像高102cm、台座高さ約24cm。右脇侍の月光菩薩立像は像高103cm、台座高さ約25cm。

### その他の文化財
- 木造聖観世音菩薩立像 - 平安時代後期作、像高169cm、長野県宝。
- 木造地蔵菩薩立像 - 平安時代後期作、像高159cm。
- 本堂薬師堂 - 寛文12年（1672年）飯田の田辺太左衛門尉為長請負。元文4年（1739年）大風のため破損補修。高森町宝。
- 源頼朝寄進桜 - 昭和13年（1938年）長野県の天然記念物に指定される。
- 瑠璃寺の獅子舞 - 4月第2土、日曜日に舞われる。長野県民俗無形文化財。

## 画像

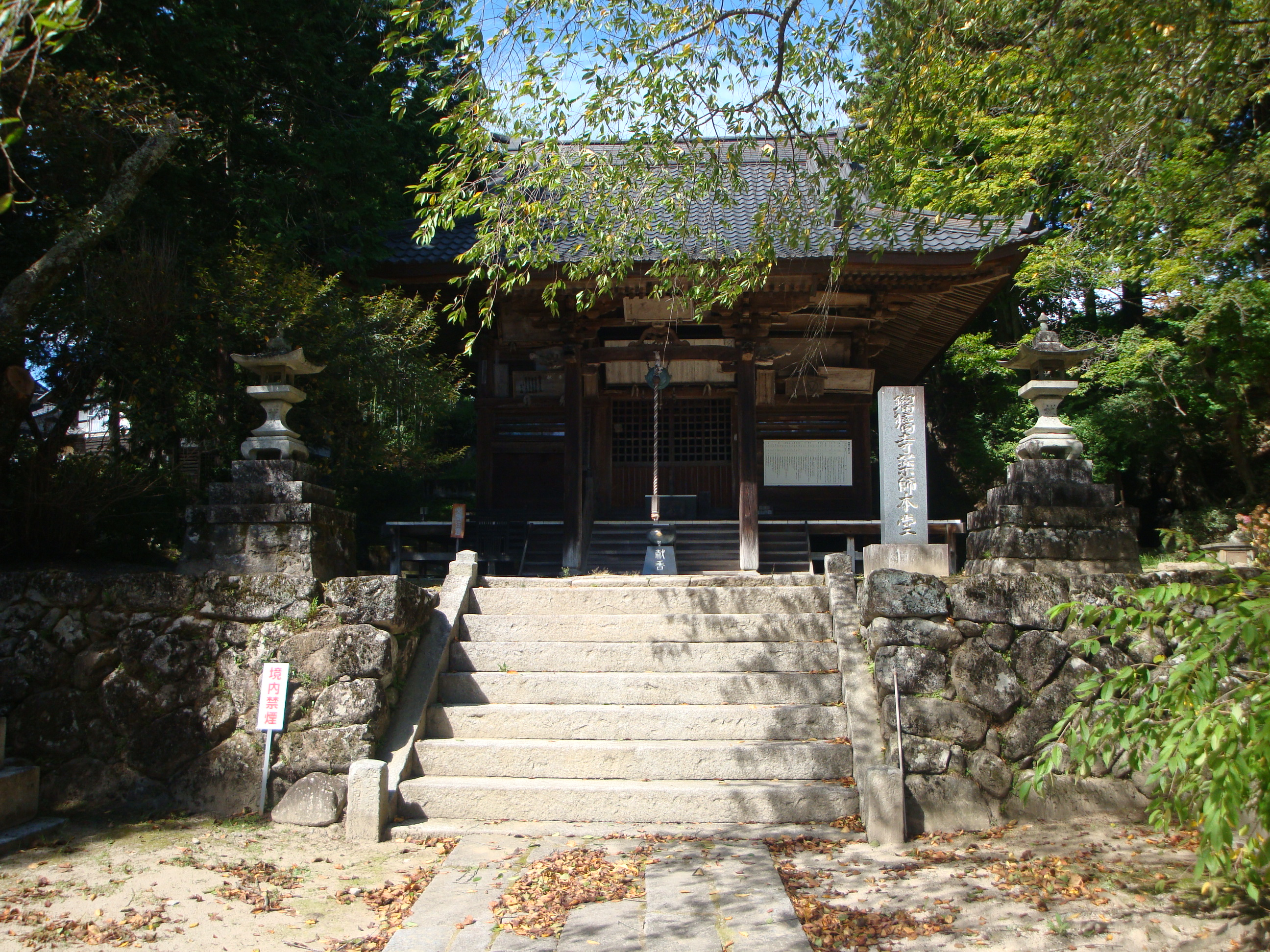
本堂薬師堂
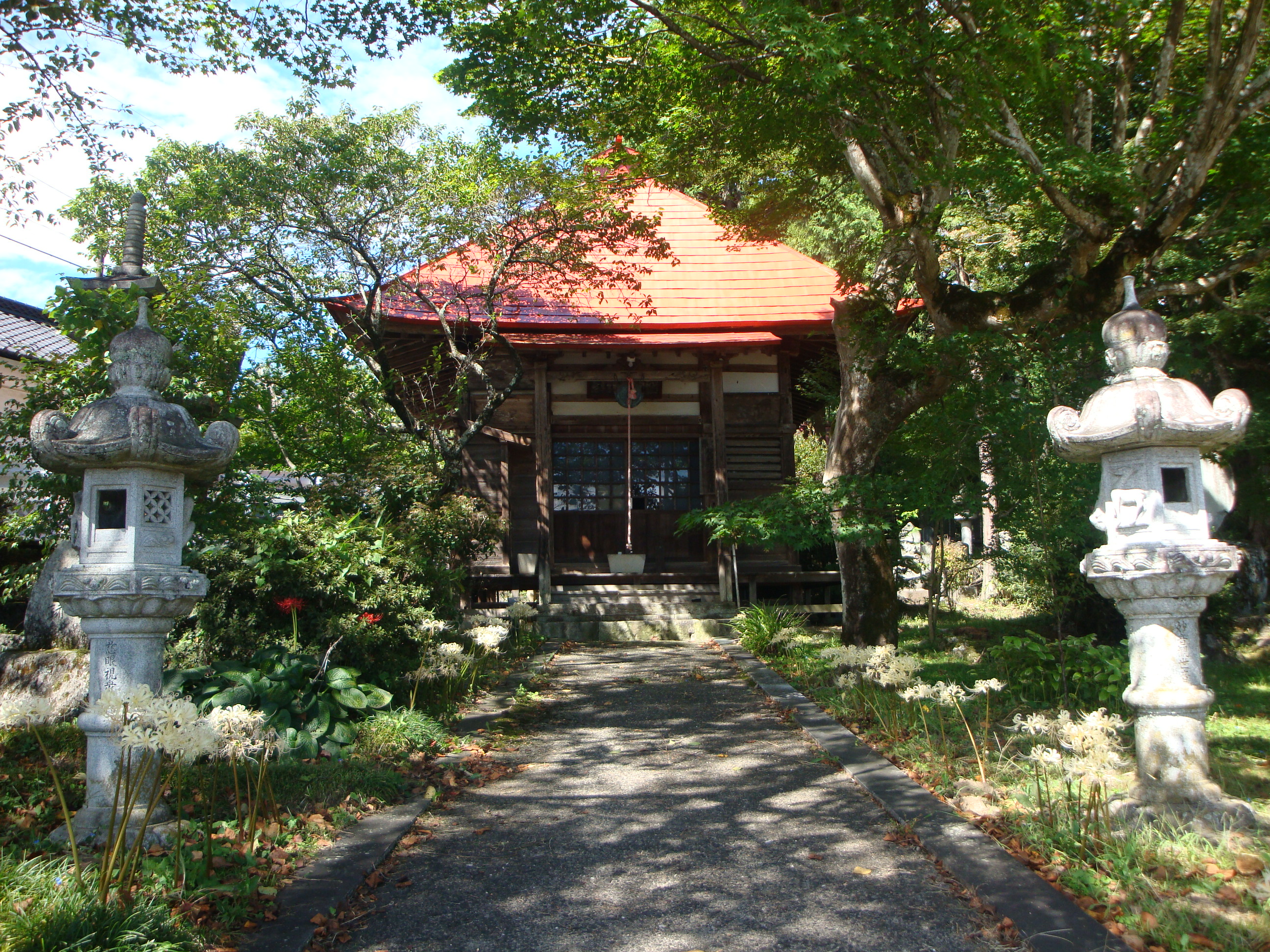
観音堂
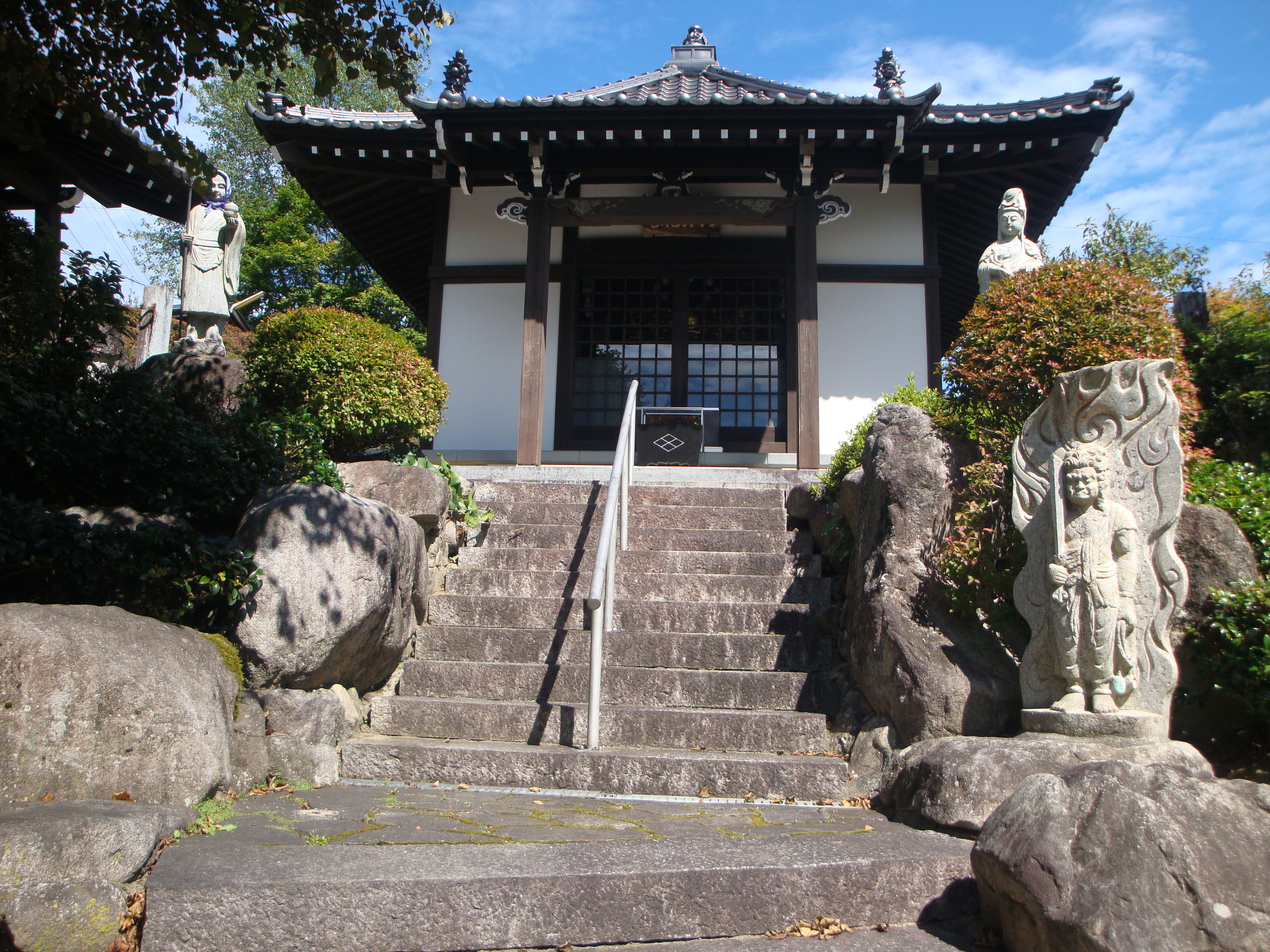
阿弥陀堂
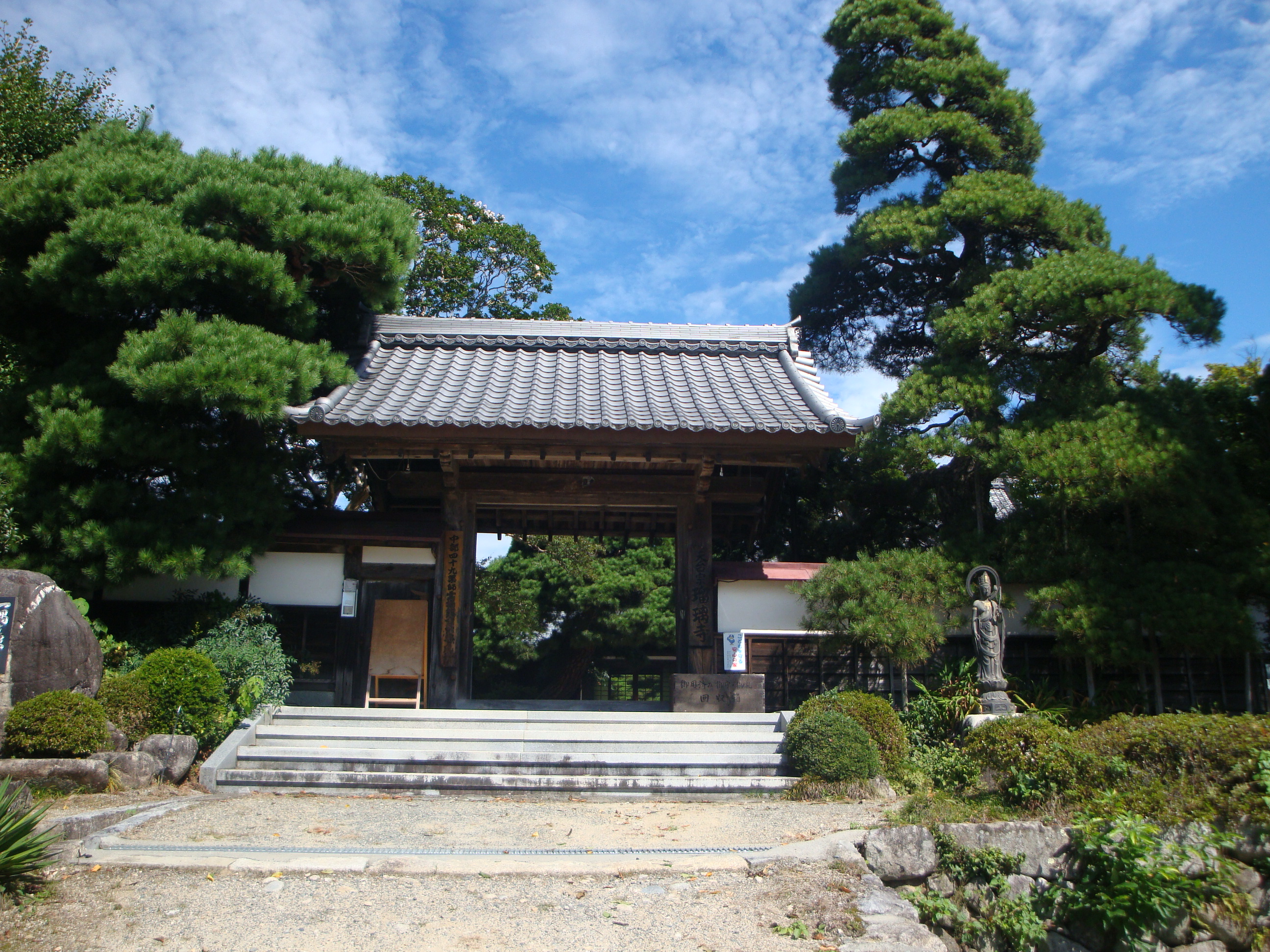
表門
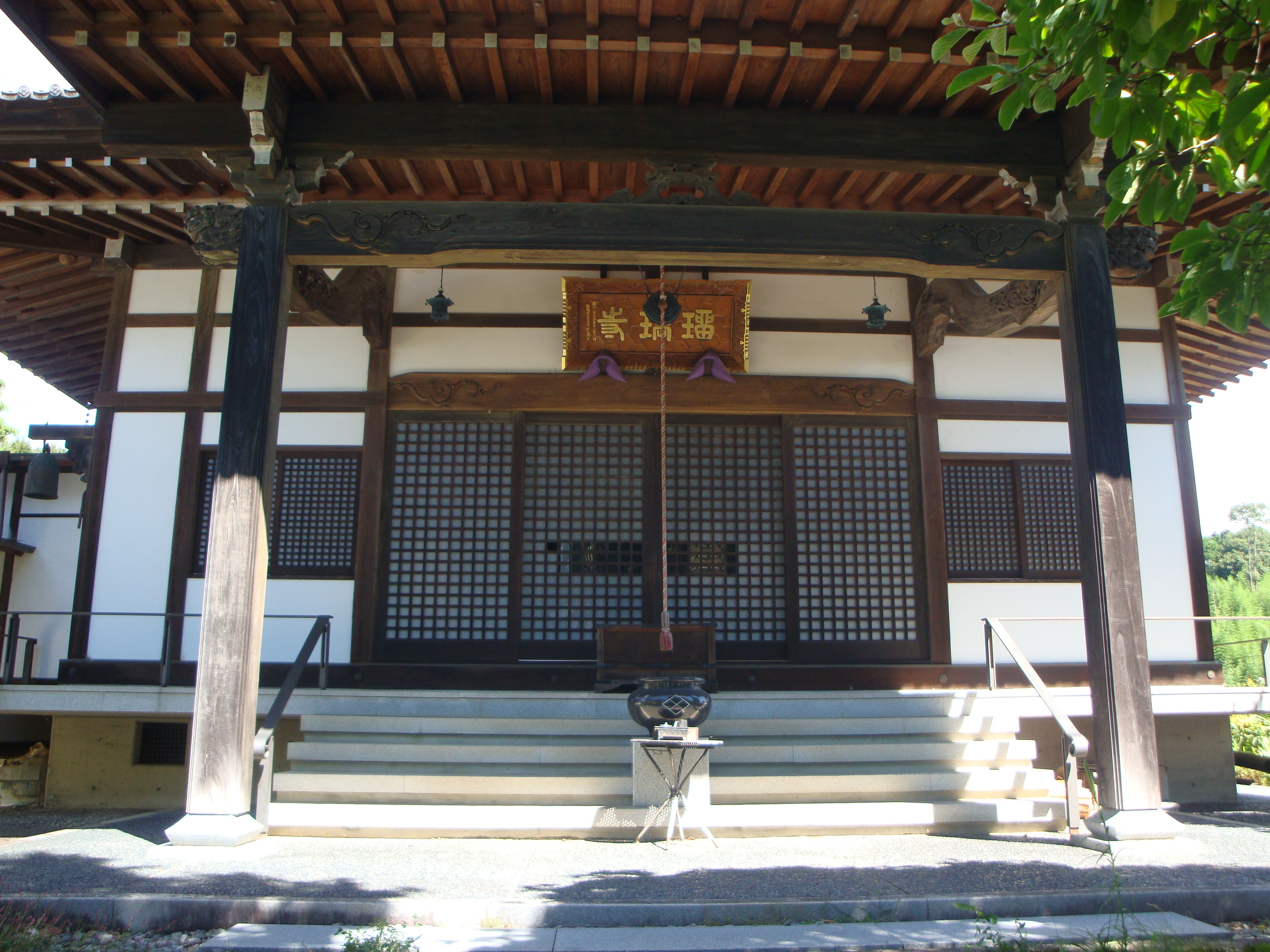
客殿
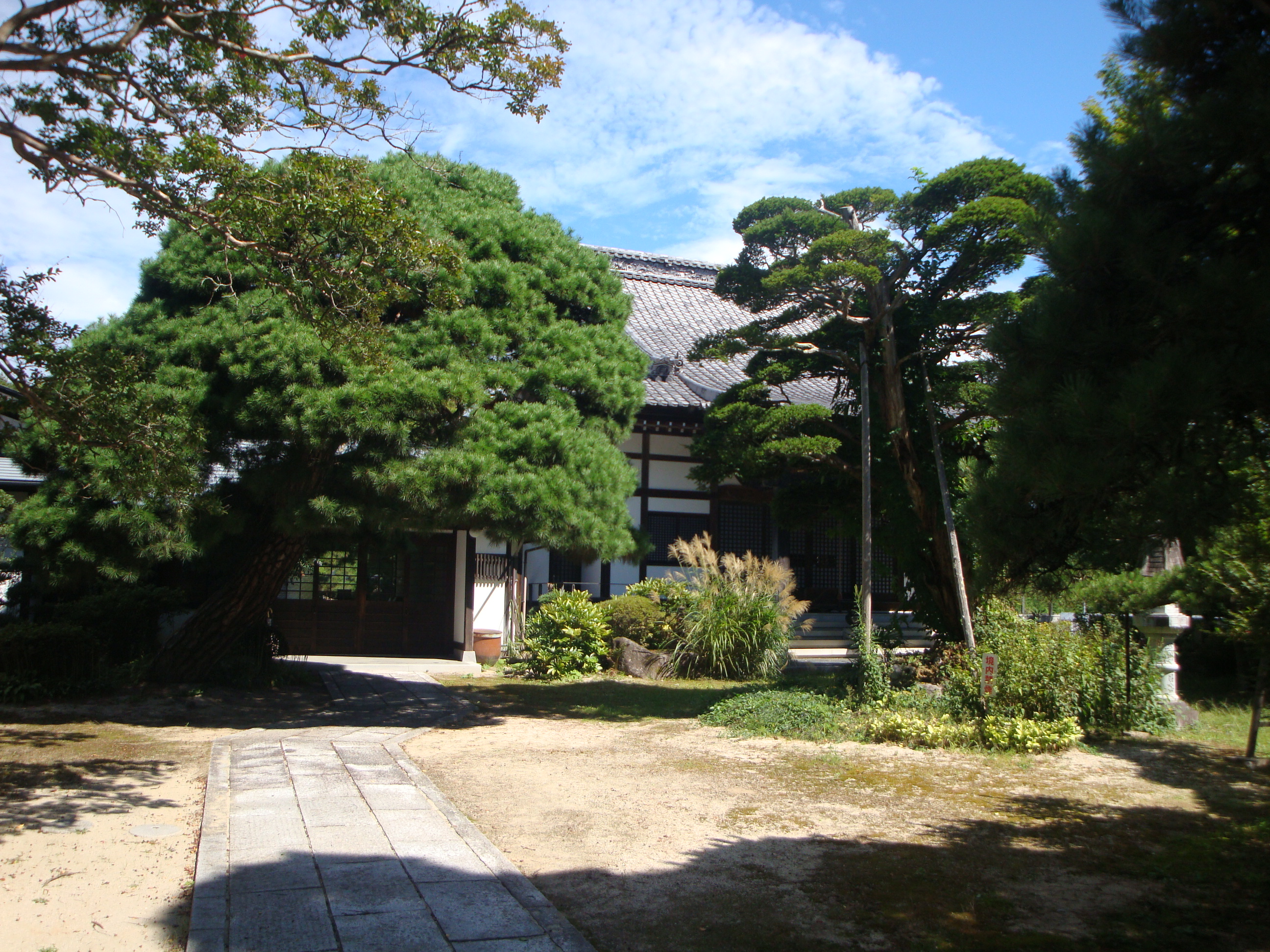
客殿前の老木
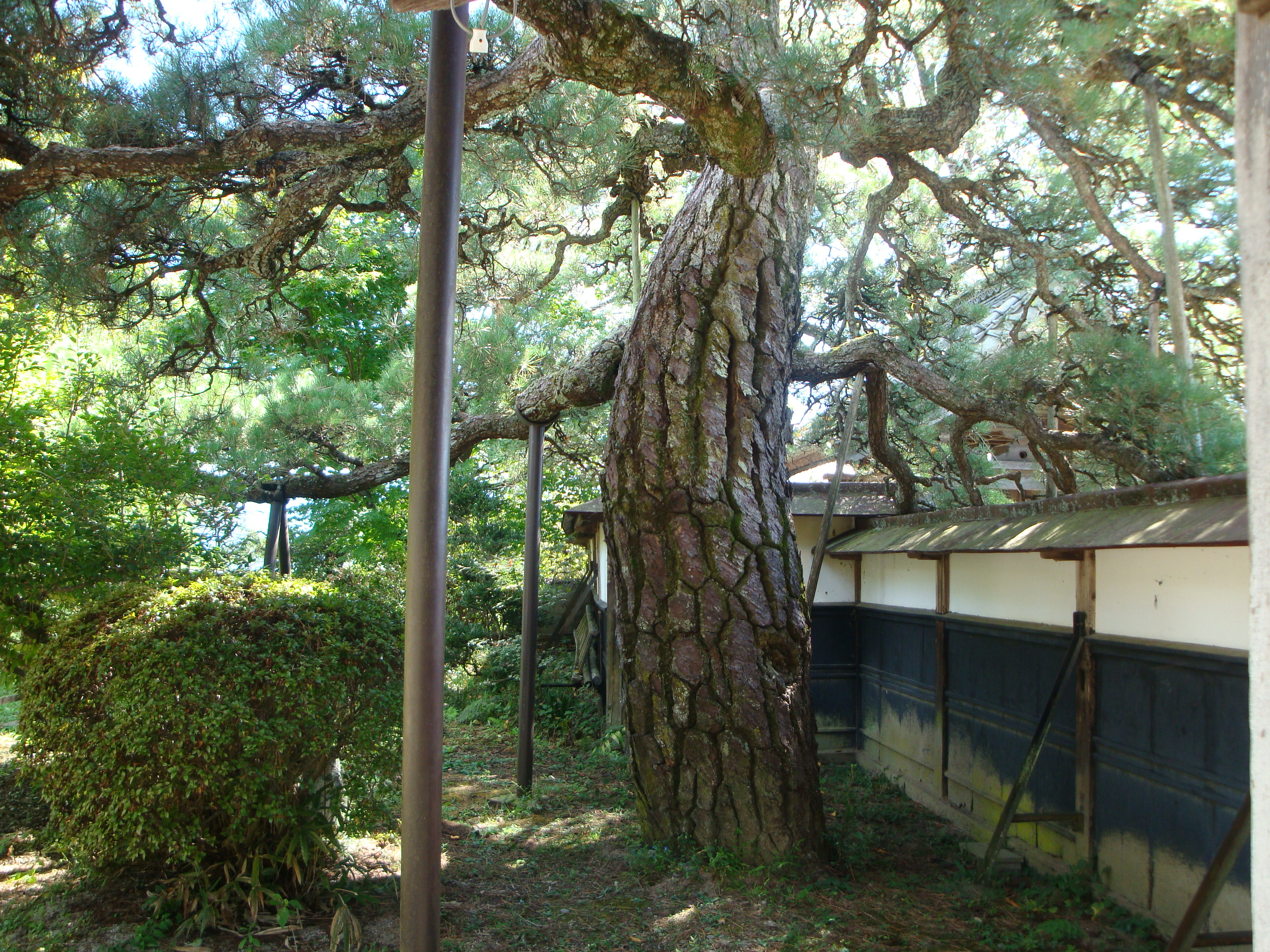
黒松の老木
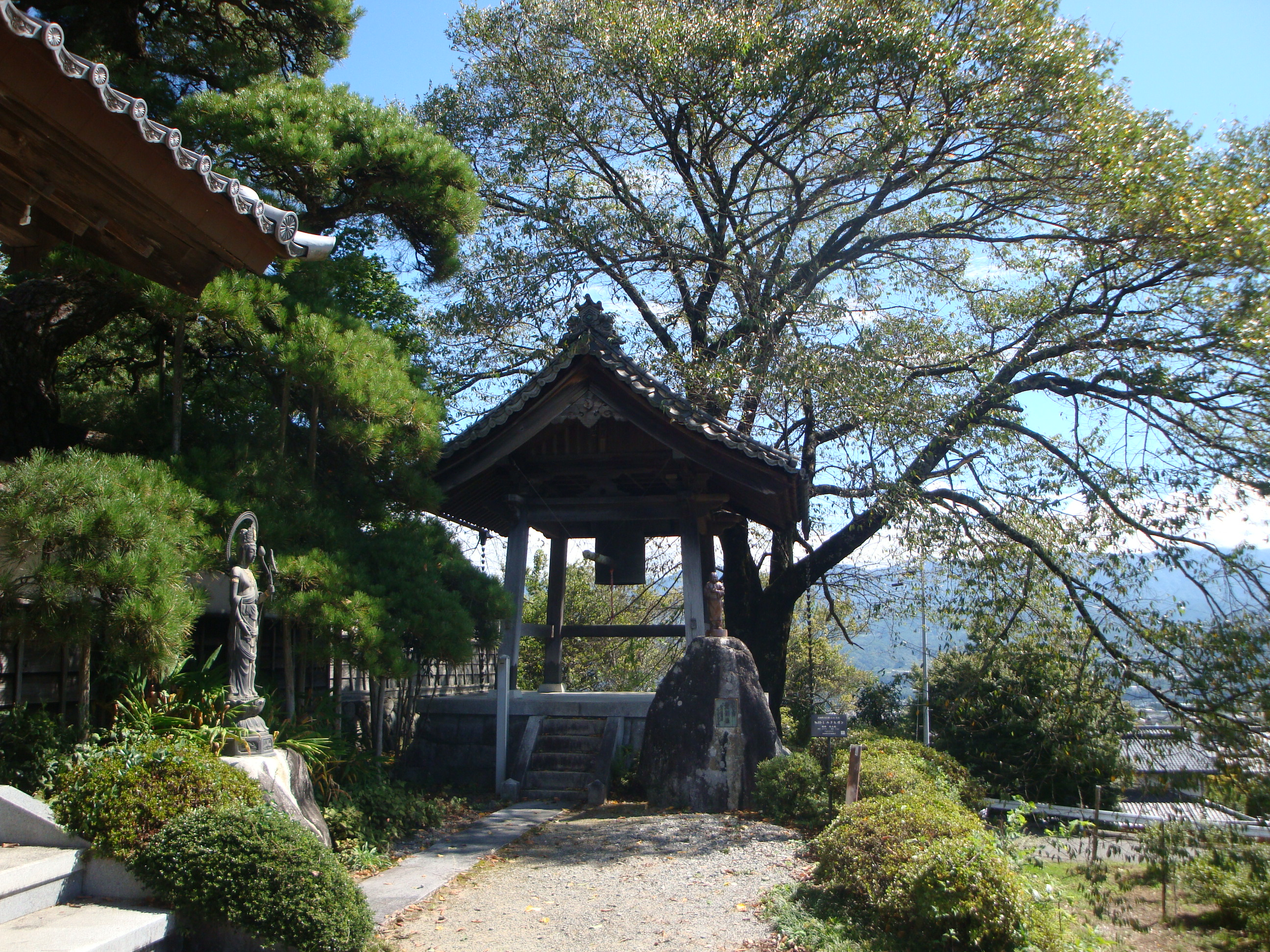
鐘楼と地主桜
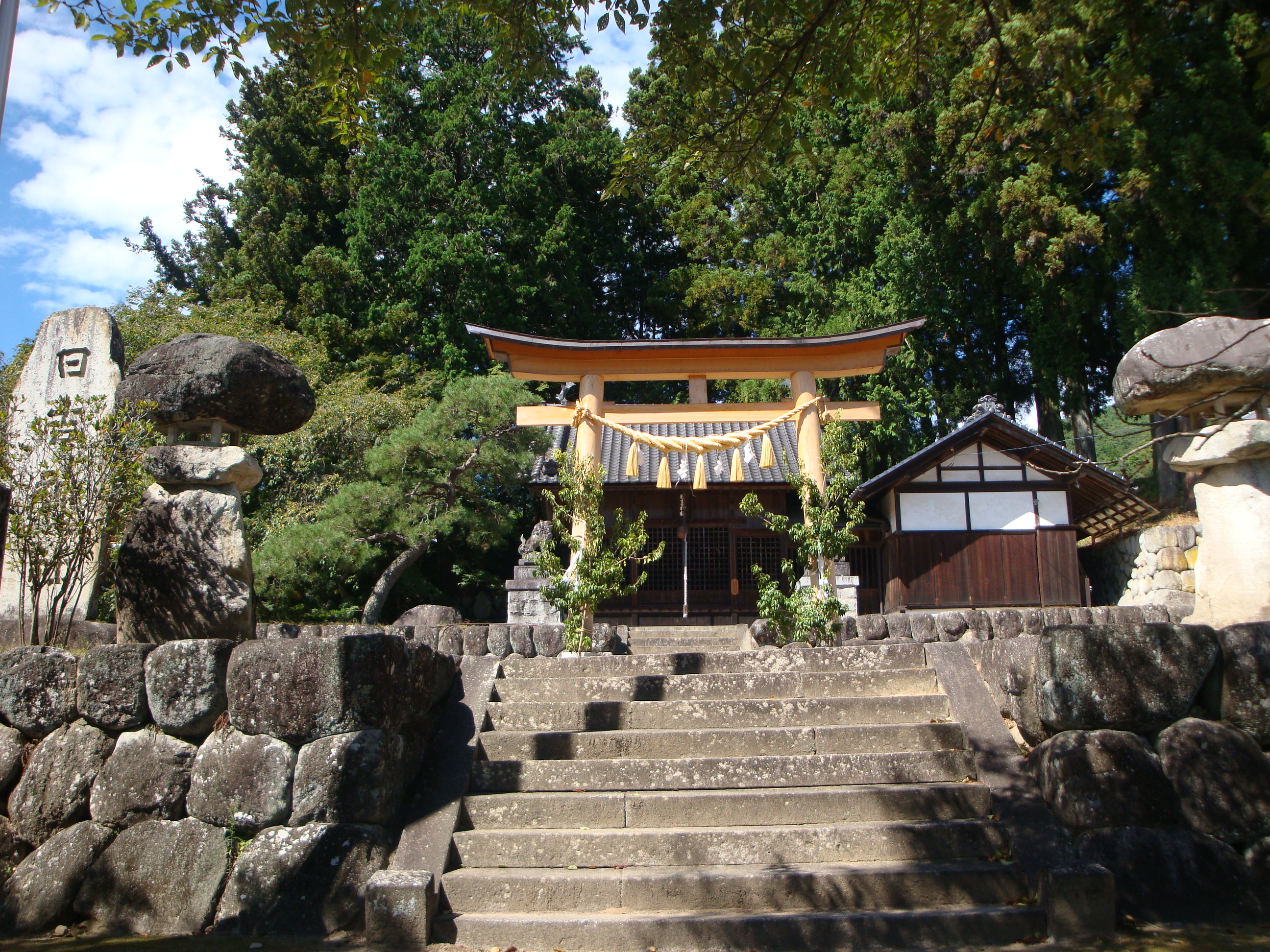
日吉神社
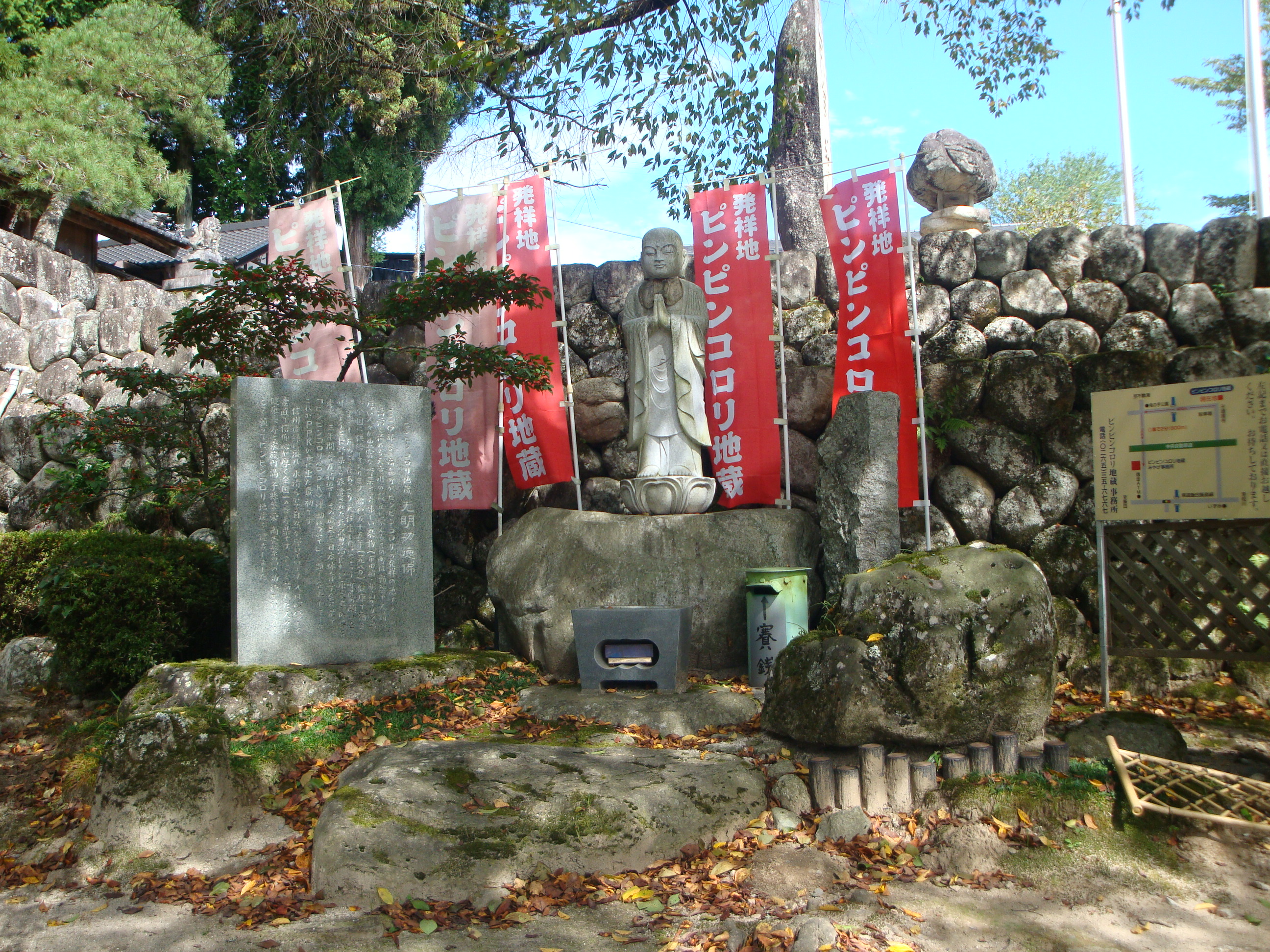
ぴんころ地蔵
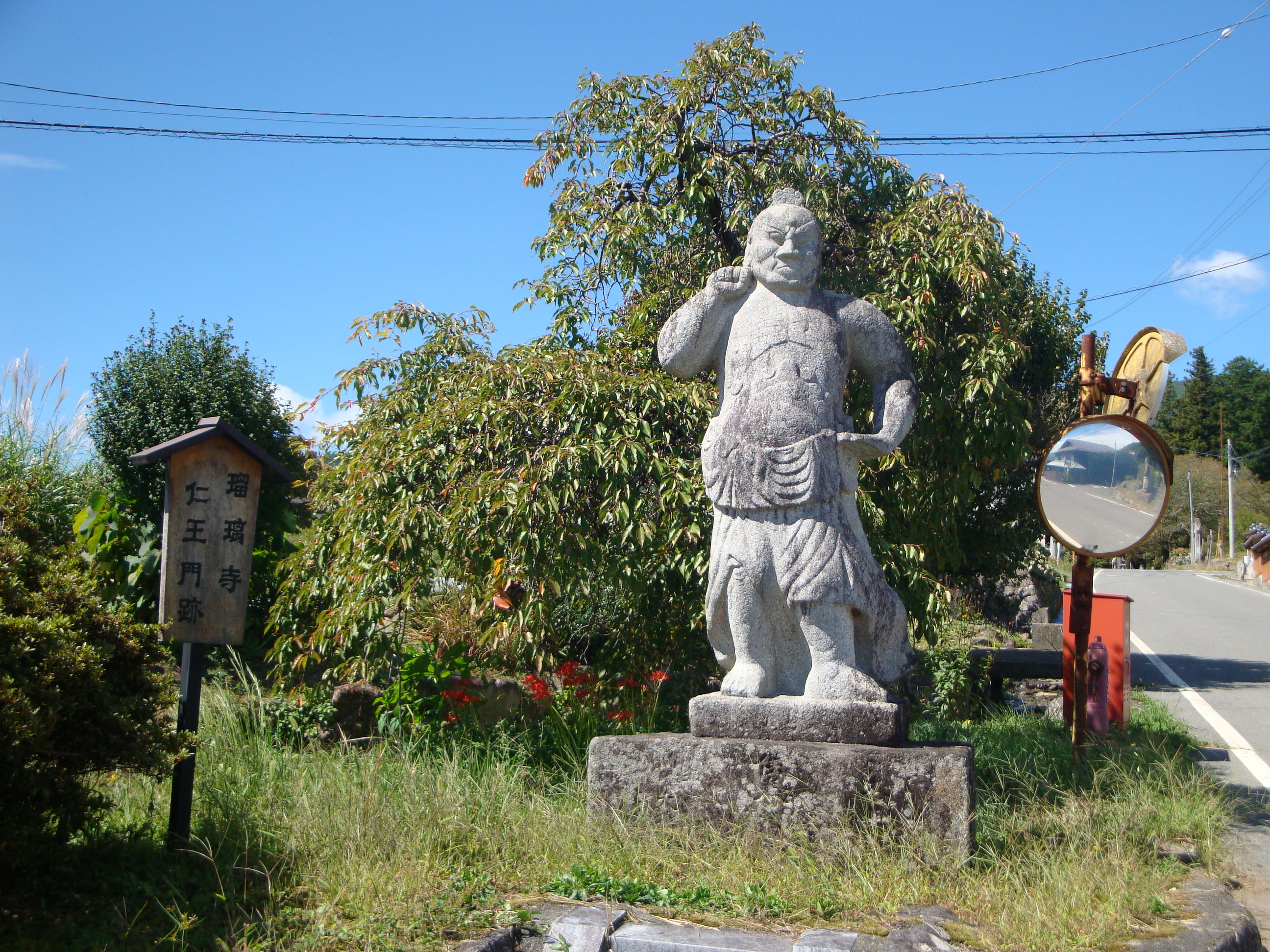
石仁王左
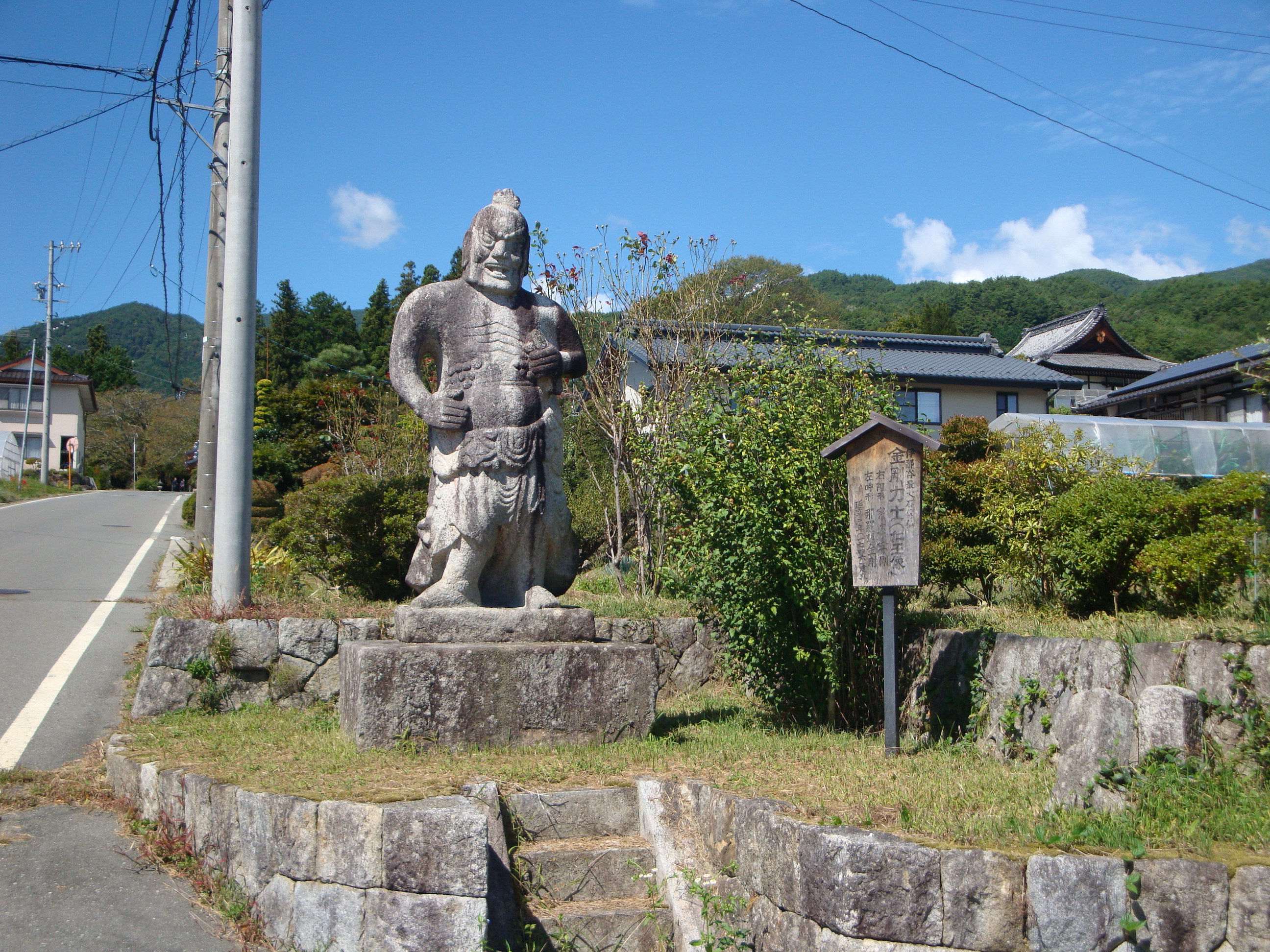
石仁王右
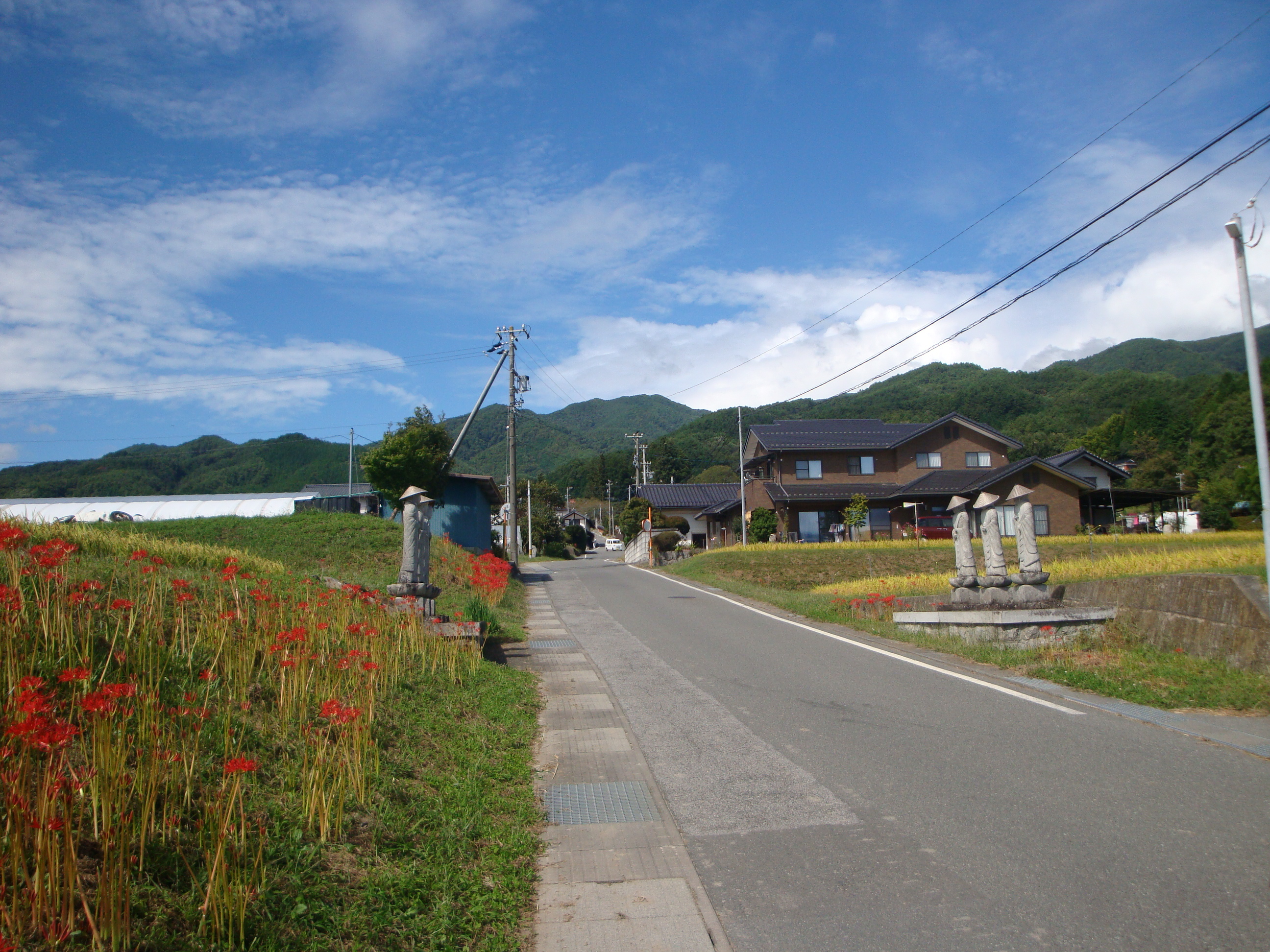
六地蔵
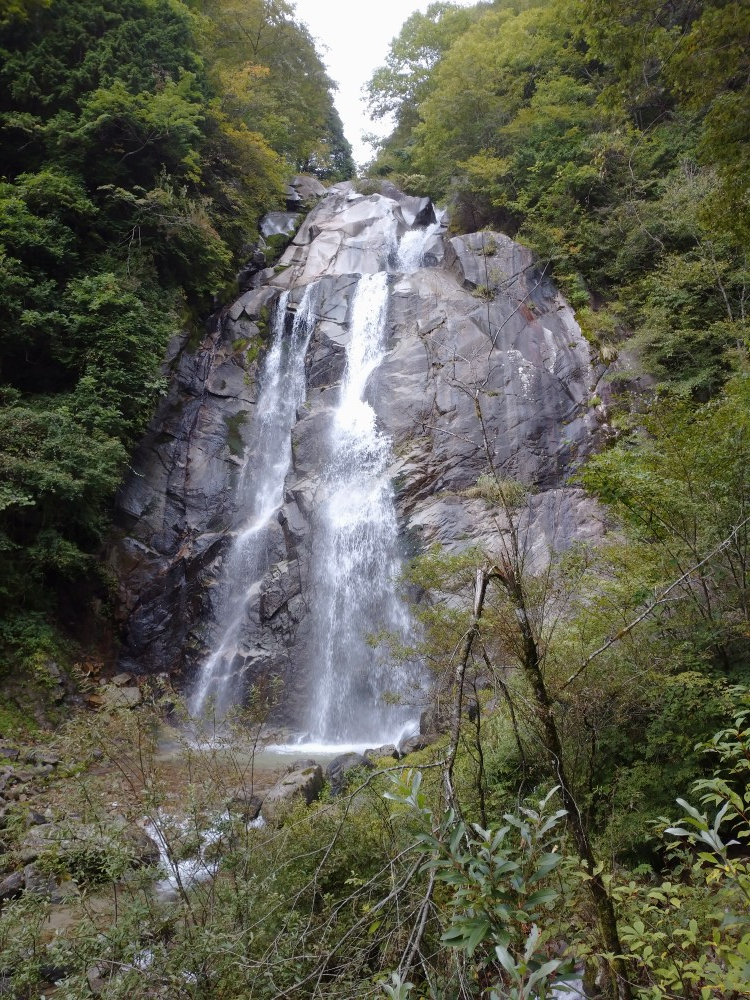
不動滝
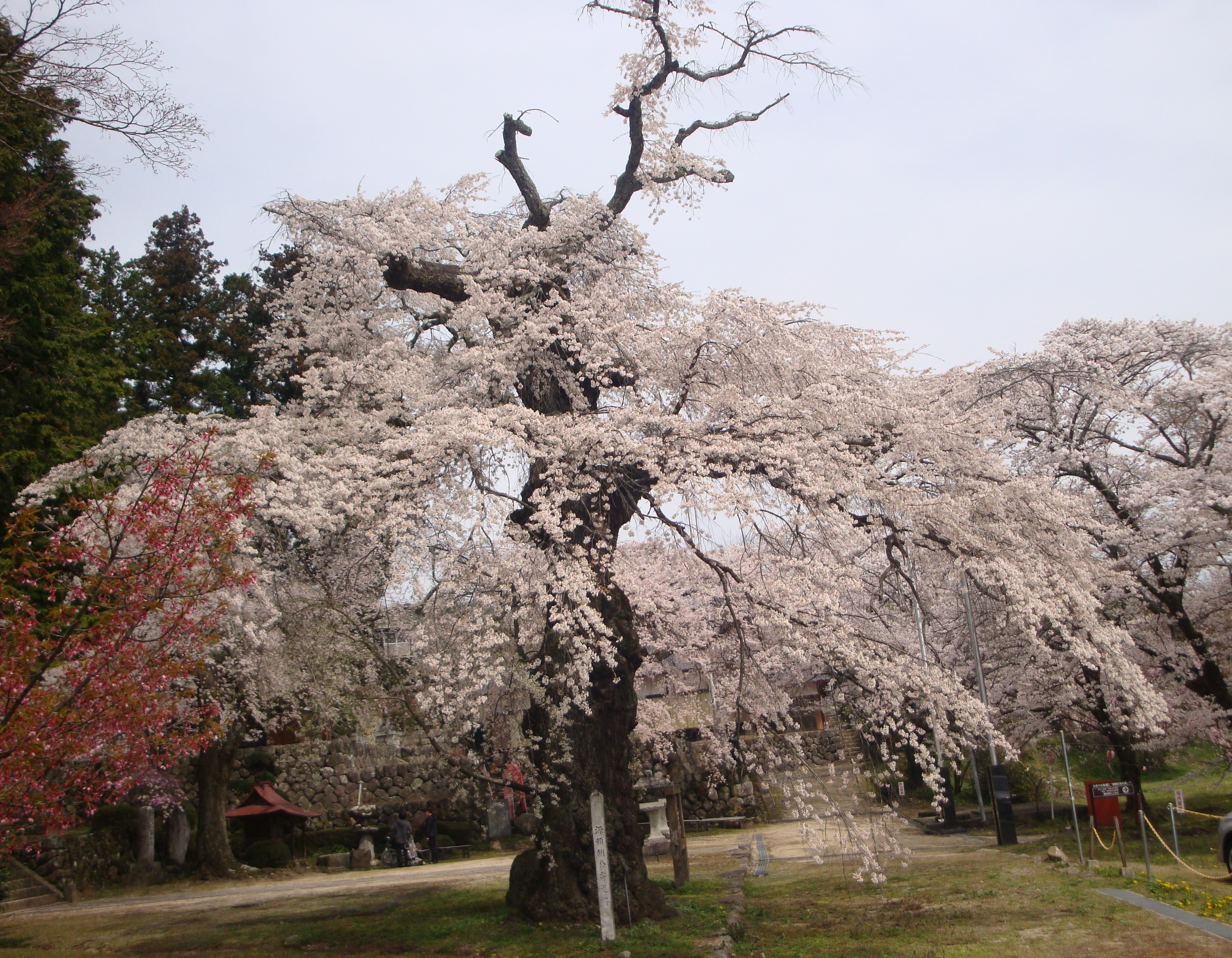
源頼朝寄進桜

## 所在地
長野県下伊那郡高森町大島山812

### 交通
- ＪＲ飯田線市田駅より約4㎞。車使用10分。
- 中央道松川インターチェンジより、車使用10分.